# Броґова
Броґова (пол. Brogowa) — село в Польщі, у гміні Русинув Пшисуського повіту Мазовецького воєводства.
Населення — 313 осіб (2011).
У 1975-1998 роках село належало до Радомського воєводства.

## Демографія
Демографічна структура станом на 31 березня 2011 року:
|          | Загалом | Допрацездатний вік | Працездатний вік | Постпрацездатний вік |
| -------- | ------- | ------------------ | ---------------- | -------------------- |
| Чоловіки | 171     | 32                 | 117              | 22                   |
| Жінки    | 142     | 23                 | 75               | 44                   |
| Разом    | 313     | 55                 | 192              | 66                   |